# Reök Iván
Greifenbergi Reök Iván Lajos (szül: Lajos János István Dénes) (Gádoros, 1855. május 25. — Horgos, 1923. február 7.) vízügyi mérnök, királyi főmérnök, a szegedi Reök-palota építtetője, tulajdonosa, földbirtokos.

## Élete

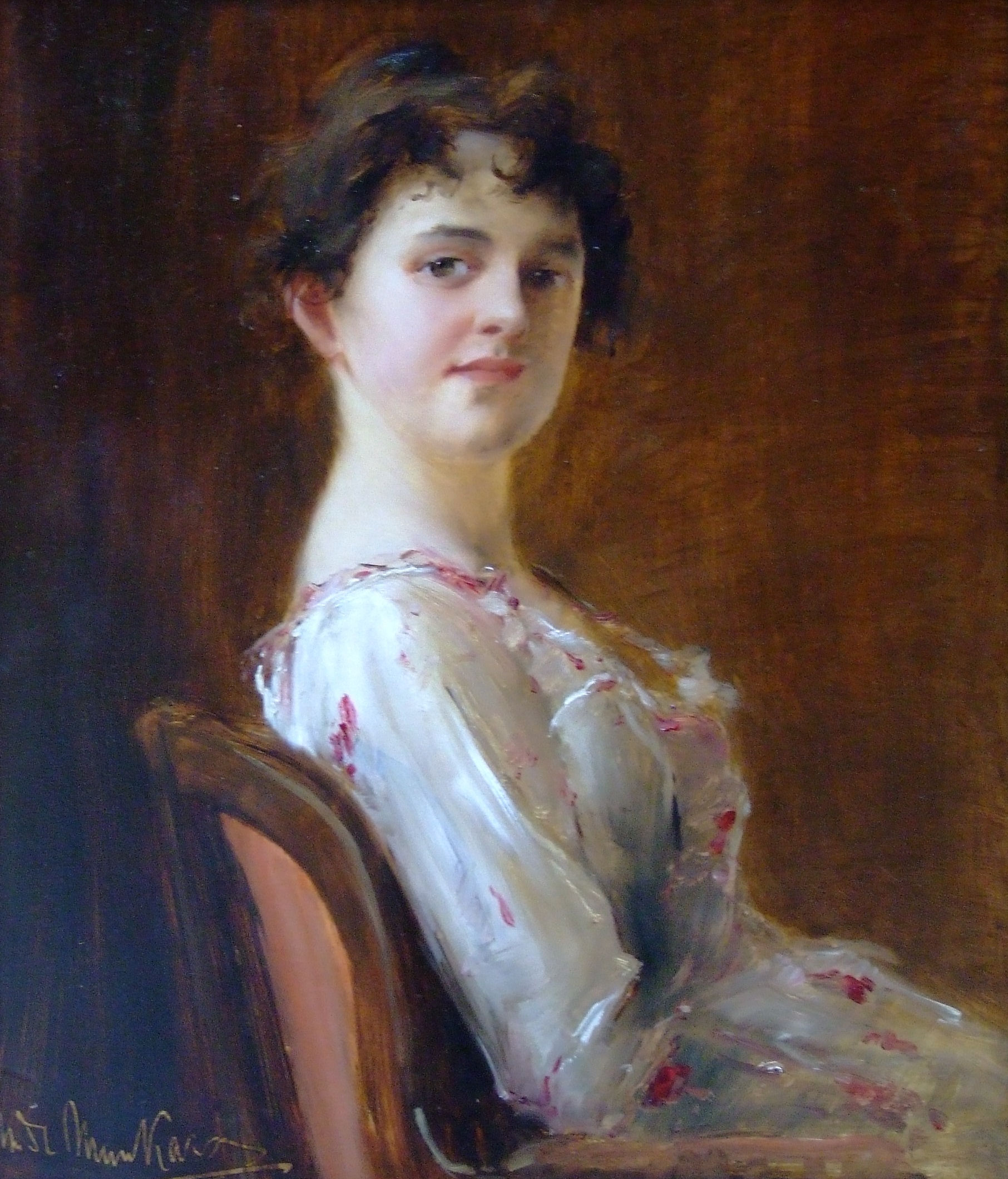
Reök Ivánné nemes Kelemen Ida (1861–1945) úrnő. Munkácsy Mihály alkotása (1885).

A nemesi származású greifenbergi Reök család sarja. Apja, greifenbergi Reök István (1816–1877), ügyvéd, földbirtokos, Békés-megye bizottmányi tagja, békéscsabai királyi közjegyző, anyja, a Trencsén vármegyei nemesi származású rozváczi Omazta családból való, rozváczi Omazta Mária Terézia (1833–1906) úrnő volt. Apai nagyapja, nemes Reök Theofil (1769–1849), a gróf Forgách család uradalmi tiszttartója volt Mándokon. Anyai nagyszülei rozváczi Omazta Zsigmond (1801–1867), a csabai uradalom ügyésze, táblabíró, majd Békésmegye alkotmányos első alispánja, és terényi Stummer Mária (1803–1832) úrnő voltak. Reök Iván ükapja, Omaszta Zsigmondné Stummer Máriának az apja, terényi Stummer János (1764–1842), táblabíró, főszolgabíró, Békés vármegye helyettes alispánja volt. Reök Iván unokatestvére, Munkácsy Mihály festőművész, akinek az édesanyja, Reök Cecília volt; árvaságra jutása után, Munkácsy, Reök István családjánál, gyerekeivel nevelkedett.
Alaptanulmányait Békéscsabán végezte, majd a budapesti Műegyetemen 1875. november 20-án mérnöki oklevelet szerzett. Később az egyetemi tanulmányait Zürichben folytatta és 1877-ben ott fejezte be. A szegedi nagyárvíz után a Szegeden meginduló építkezésekkel kapcsolatban Szegedre rendelt Középítészeti Tanácsnak volt a tagja 1884-től 1893-ig. Reök Iván 1881-től a Magyar Királyi Folyammérnöki Hivatal főnöke Szegeden. 1896-tól a Szeged-Belvárosi Kaszinó tagja. 1899-től királyi főmérnök.
1911-ben Csongrád megye tápéi kerületének országgyűlési képviselője. Szegeden ő emeltette a hírneves Magyar Ede műépítész által tervezett, szecessziós stílusú családi házukat, a ma Reök-palotaként ismert gyönyörű építményt. A Kamaráserdőn vásárolt 624 katasztrális holdon földbirtokos volt, és Magyar Edével villát építtetett ott. A magyar szecesszió ösztönzésében nyilván szerep jutott unokabátyjának, Munkácsy Mihálynak a hírneves festőművésznek is, akit többször is fölkeresett Párizsban. Reök Iván érdemeihez tartozik az is, hogy ő építtette meg a Tisza menti gátat Horgosnál Magyarkanizsa felé, ő csapoltatta le az egykori Láda-tavat, és alakíttatta át termőfölddé. Nagy mecénása volt a szegedi, majd a horgosi művelődési életnek. A korabeli szegedi sajtó igen sokszor adott hírt közszerepléséről. Feleségét, az elkötelezett római katolikus Kelemen Idát, érdemeiért kitüntették, a jeruzsálemi Szent Sír Lovagrend III. osztályának hölgye volt.

## Házassága és leszármazottjai
1881. január 27-én Szegeden kötött házasságot nemes Kelemen Berta Idával (*Tószeg, 1861. július 8. – Budapest, 1945. március 1.), akinek a szülei Kelemen István (1833–1926), szegedi ügyvéd, birtokos, és szili Török Franciska (1843–1911) voltak. Apai nagyszülei nemes Kelemen István (1810–1885), szegedi tanító, és Sólyom Ottilia (1805–1873) voltak. Kelemen Ida dédapja, Kelemen László (1762–1814), az első magyar színigazgató, színműíró volt. Reök Ivánné, az apja halála után, 268 katasztrális holdas földet örökölt Kamaráson, amelyen férjével gazdálkodott. Házasságukból született négy fiú- és három leánygyermek:
- Reök István (1881–1910), jogász, járásbírósági jegyző, főhadnagy, hadi-bíró.[16]
- Reök Margit (1882–1962). Férje, dr. Korpásy Gyula (1877–1933), jogász, királyi kúriai bíró.
- Reök Béla (1884–1892)[17]
- vitéz Reök Etele Lajos Béla Géza (1886–1964), ezredes.[18] Első neje, Csige Gizella "Rozália", második felesége, báró Pletzger Mária (1897–1962). Harmadik felesége, Korbonits Margit.
- Reök Gyula (1891–1900).[19]
- dr. Reök Iván (1894–1963), alezredes, okleveles orvos, főorvos.
- dr. Reök Andor (1899–1944), agrármérnök, a Magyar Közművelődési Egyesület elnöke, Szabadka és Baja főispánja.
- Reök Mária. Férje, Berdenich Jenő.